# Črešnjevec (Vojnik, Slovenija)
Črešnjevec je naselje u slovenskoj Općini Vojniku. Črešnjevec se nalazi u pokrajini Štajerskoj i statističkoj regiji Savinjskoj. 

## Stanovništvo
Prema popisu stanovništva iz 2002. godine naselje je imalo 16 stanovnika.